# Ask och Embla (skulptur)

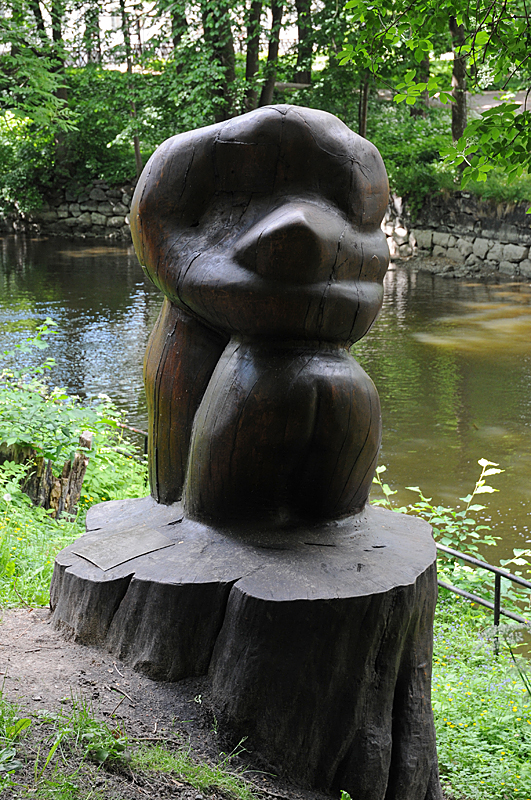
Ask och Embla

Ask och Embla är en träskulptur vid Nyköpingsån, vid Folkungabron i Nyköping.
Den är utförd av konstnärerna Alexis Oyola, Morgan Yngve och Jon Briat. Skulpturen skänktes till Nyköpings stad av konstnärerna 1997.
På skylten står "Hanen spänns, remmar sträckes när köttets lust finner rov."